# Michail Artamonov
Michail Vladimirovič Artamonov (in russo Михаил Владимирович Артамонов?; San Pietroburgo, 20 luglio 1997) è un taekwondoka russo.

## Biografia
Ai mondiali di Muju 2017 è riuscito a vincere la medaglia di bronzo nei 58 kg.
Ha rappresentato ROC ai Giochi olimpici estivi di Tokyo 2020, in cui è salito sul gradino più basso del podio nel torneo dei 58 kg.

## Palmarès

### Per ROC
- Giochi olimpici

Tokyo 2020: bronzo nei 58 kg.

### Per la Russia
- Mondiali

Muju 2017: bronzo nei 58 kg.
- Europei

Montreux 2016: bronzo nei 54 kg.
Kazan 2018: oro nei 58 kg.